# Всеукраїнський (Відкритий) недержавний фестиваль творчості інвалідів «Неспокій серця»

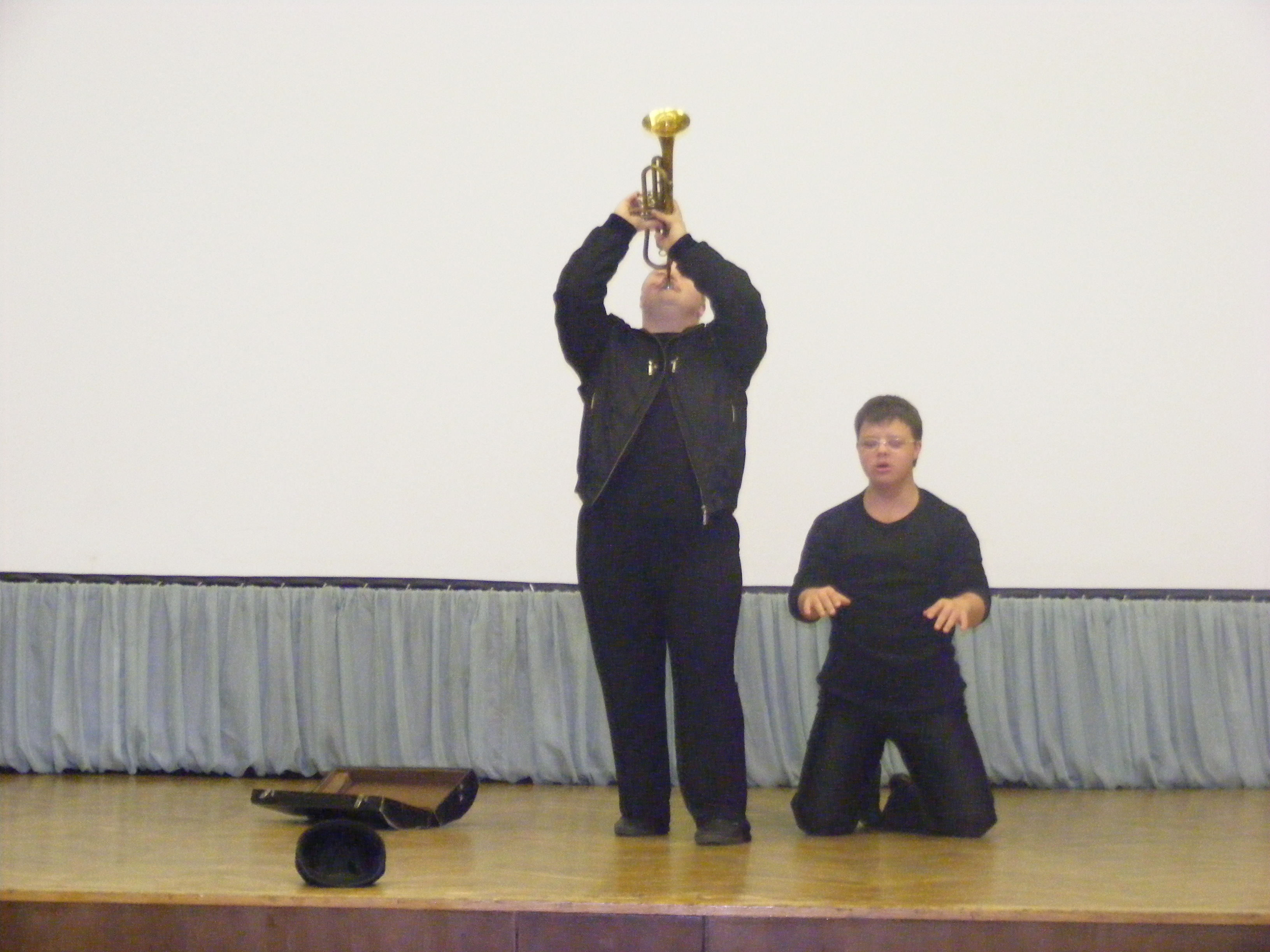
Театральна студія «Паростки»(м. Київ) під керівництвом Віталія Люботи. Сценка «вуличний музикант». Гості фестивалю, в конкурсі участь не приймали

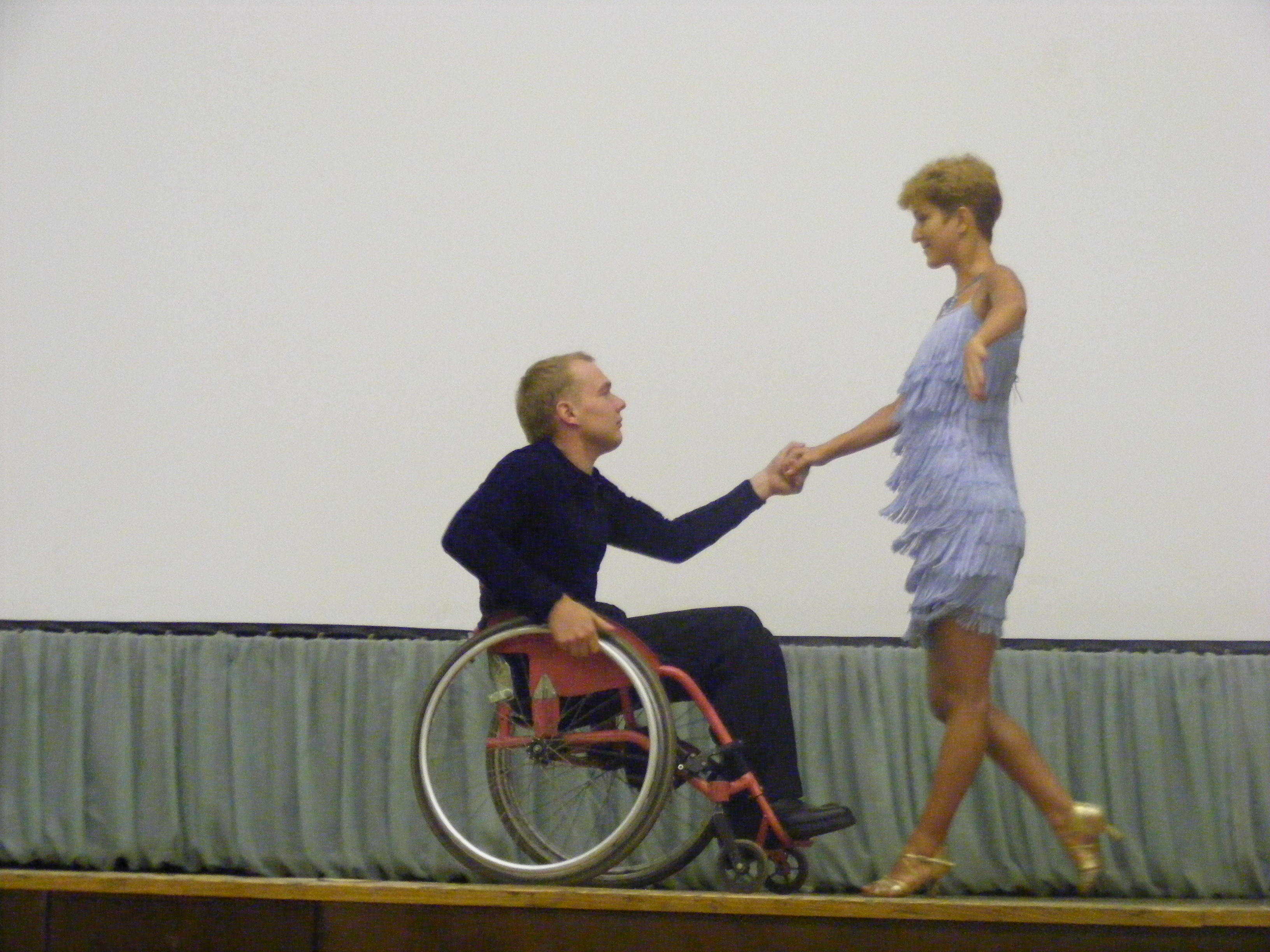
Центр спортивного танцю «Україна»(м. Київ), 1 місце в номінації «Театр», підномінація «Хореографія»

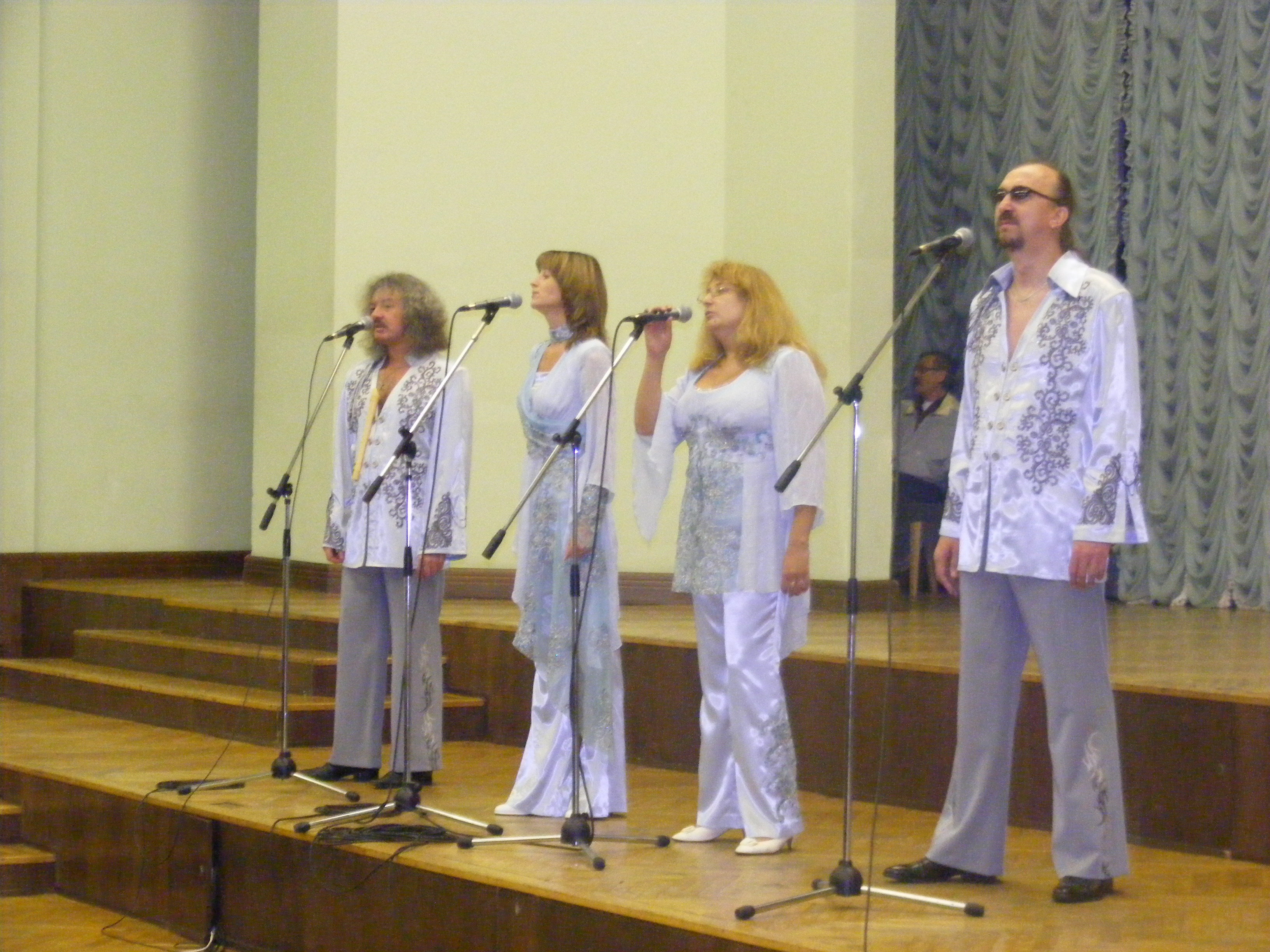
Народний вокально-інструментальний ансамбль «Столиця», керівник Ігор Волков (м. МІнськ, Білорусь), 1 місце в номінації «Виконавчі види мистецтва», підномінація «Народна пісня»

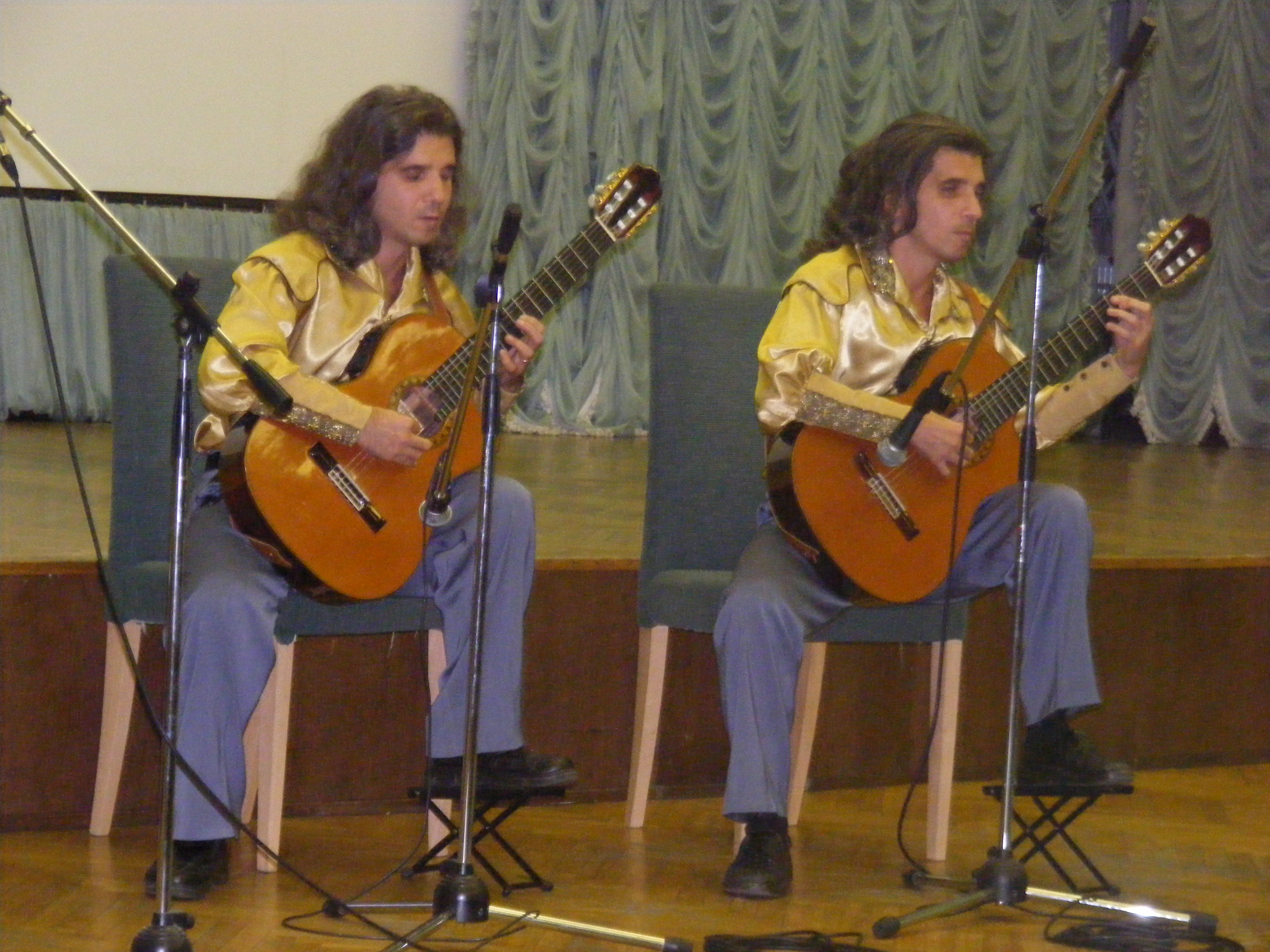
Інструментальний дует братів Валентина та Михайла Золотухіних, 1 місце в номінації «Виконавчі види мистецтва», підномінація «Гра на музичних інструментах»

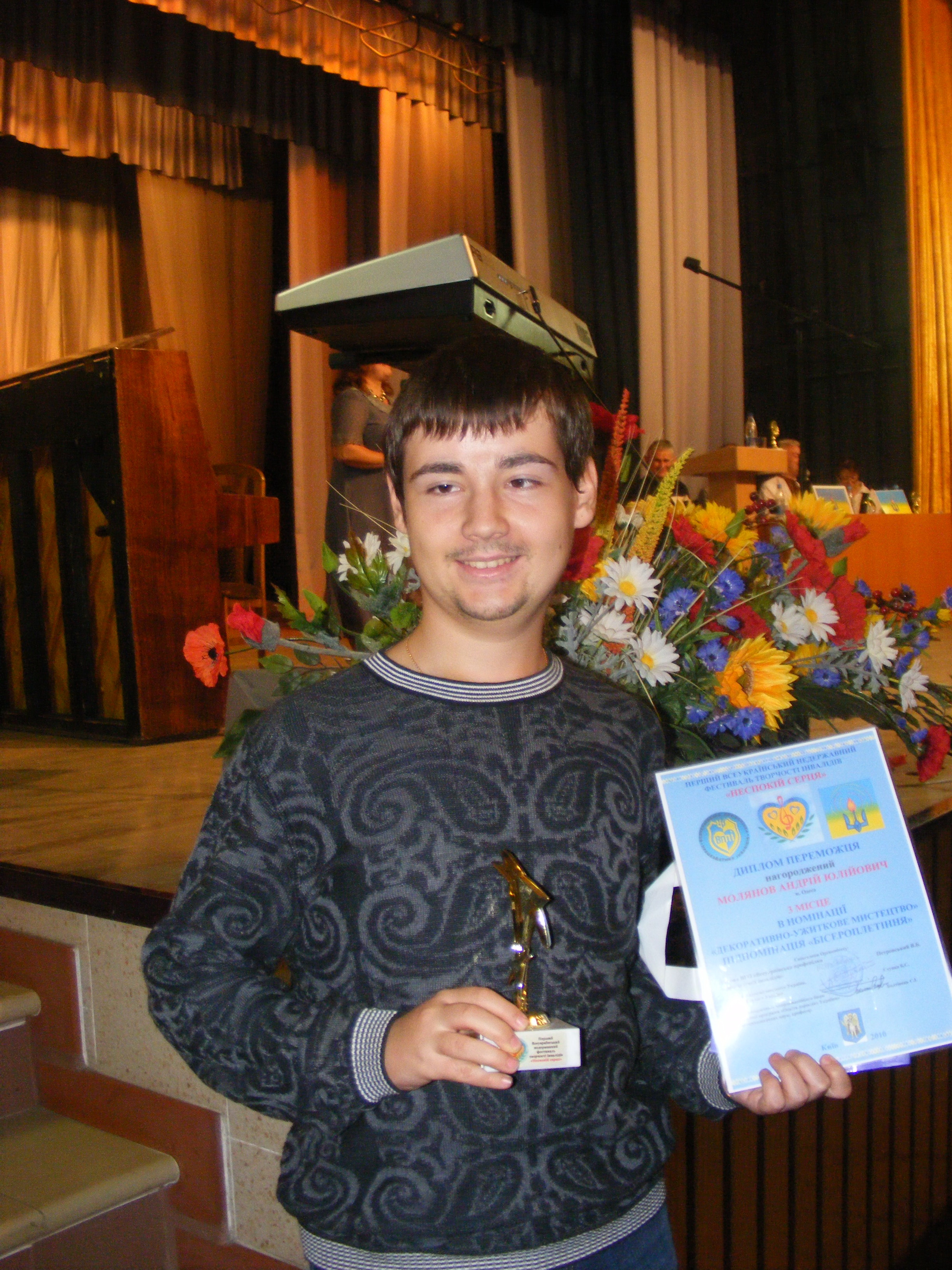
Андрій Молянов, м. Одеса. 3 місце в номінації «Декоративно-ужиткове мистецтво», підномінація «Бісероплетіння». Хлопець практично не має зору

Всеукраї́нський (Відкри́тий) недержа́вний фестива́ль тво́рчості інвалі́дів «Неспо́кій се́рця», започаткований в 2010 році, є всеукраїнським культурно-реабілітаційним заходом, що проводиться з метою сприяння процесам самореалізації реабілітації та соціальної адаптації інвалідів засобами культури і мистецтва, а також реалізації забезпечення рівних прав та можливостей для інвалідів в Україні.
Засновником Фестивалю Громадська організація "Всеукраїнська громадська організація «Всеукраїнський парламент працездатних інвалідів». Організацію і проведення Фестивалю очолює і здійснює Громадська організація "Всеукраїнська громадська організація «Всеукраїнський парламент працездатних інвалідів», спільно з запрошеними до роботи в оргкомітеті і журі видатними національними діячами культури, мистецтва, інших творчих напрямків гуманітарної сфери, керівниками структурних ланок ВГО ВППІ, представниками організацій «третього сектору» (на підставі їх особистих заяв).

## Номінації та підномінації Фестивалю
Фестиваль проводиться за такими номінаціями та підномінаціями:
- Декоративно-ужиткове мистецтво: вишивка; в'язання, плетіння, бісероплетіння; вироби, різьблення, гравіювання, інша робота з природними, штучними, художніми тощо матеріалами (дерево, камінь, лоза, метал, скло та ін.)
- Художня творчість: живопис; малюнок, графіка;офорт, аплікація;інші види художньої творчості.
- Виконавчі види мистецтва: інструментальне виконання (гра на музичних інструментах); вокал (академічний, народний, естрада, творчі колективи різних жанрів, хорове мистецтво); музична творчість (композиторське мистецтво); авторська пісня.
- Театральне мистецтво: театр; хореографія, мистецтво танцю.
- Літературна творчість: поезія; мала проза (до 24 сторінок друкованого тексту).
- Фотографія. Моделювання і дизайн (в тому числі комп'ютерний)
- Наукова творчість (культурологічні, мистецтвознавчі, історичні студії, інноваційні технології).
- Девіз «Перемога!».
- Дитячі номінації: вокальне мистецтво (для дітей до 10 років); вокальне мистецтво (для дітей з 10 до 16 років); хореографія (дитячі танцювальні колективи); декоративно-ужиткове мистецтво; образотворче мистецтво; Літературна творчість

## Призові місця та критерії визначення переможців
Кожна з номінацій передбачає три призових місця.
В разі рішення журі, як виключення, допускаються зміни при визначенні кількості переможців у кожній конкретно взятій номінації, а також, як виключення, за спеціальним рішенням журі, допускаєтся можливість нагородження заохочувальними призами.

### Склад Оргкомітету
До складу оргкомітету входять голови журі всіх номінацій та підномінацій Фестивалю, запрошені до роботи в оргкомітеті і журі видатні національні діячі культури, мистецтва, інших творчих напрямків гуманітарної сфери, керівники структурних ланок ВГО ВППІ, представники організацій «третього сектору» на підставі їх особистих заяв. Персональний склад оргкомітету затверджується наказом ГО ВГО ВППІ.

## Нагороди Фестивалю
Всі колективні і індивідуальні учасники Фестивалю, які взяли участь в конкурсі, але не стали його переможцями, протягом року після завершення Фестивалю отримують диплом номінанта Фестивалю.
За рішенням журі Фестивалю, окремі фіналісти певних номінацій конкурсу можуть бути відзначенні спеціальним званням «Дипломант Фестивалю». Переможці Фестивалю в кожній номінації нагороджуються 1, 2 та 3 преміями Фестивалю. 3, 2 та 1 премії Фестивалю вимірюються в грошовому чи матеріальному еквіваленті і встановлюються оргкомітетом, відповідно до бюджету Фестивалю. В окремих випадках, за пропозицією журі Фестивалю та за рішенням оргкомітету, кількість нагороджених 2-ю та 3-ю преміями може бути збільшена до 2-х осіб.
Лауреатом (власником 1 премії Фестивалю) в конкретній номінації претендент може стати не більше 1 разу.
Всі, без виключення, учасники номінації Девіз «Перемога!» апріорі є дипломантами власної номінації, на підставі участі в ній та нагороджуються спеціальними заохочувальними призами.
Спеціальними нагородами нефінансового характеру нагороджуються державні, громадські діячі, творчі особистості громадянського суспільства (іноземні та вітчизняні фізичні чи юридичні особи), які внесли визначний внесок матеріального, організаційного чи духовного характеру в організацію і проведення Фестивалю.